# 296 Phaëtusa
296 Phaëtusa este un asteroid din centura principală, descoperit pe 19 august 1890, de Auguste Charlois.